# Карабут, Иван Лаврентьевич
Иван Лаврентьевич Карабут (11 июня 1914, г. Николаев — 3 сентября 1944, близ г. Остроленка) — Герой Советского Союза, командир эскадрильи 7-го гвардейского штурмового авиаполка (230-й штурмовой авиационной дивизии, 4-й воздушной армии, Северо-Кавказского фронта), гвардии капитан.

## Биография
Родился в Николаеве, однако вскоре семья переехала в Ростовскую область. После окончания семилетки учился в школе фабрично-заводского ученичества, работал на заводе. По призыву комсомола поступил в Батайскую авиационную школу гражданского воздушного флота, которую успешно окончил в 1937. Работал пилотом сельскохозяйственной авиации, затем в гражданской авиации в Средней Азии.
В январе 1941 года призван в РККА. Участник Великой Отечественной войны с первых же дней.
Фрагменты из наградного листа И. Л. Карабута:

В Отечественной войне участвует с 29.07.41 г. по настоящее время. Из рядового лётчика вырос до командира эскадрильи, опытного, мужественного и отважного воздушного воина, понимающего тактику врага и неустанно совершенствующего своё боевое мастерство. С начала войны товарищ Карабут в 210-м ближнебомбардировочном авиаполку летал на самолёте «Су-2».
За 50 успешных боевых вылетов на самолёте «Су-2» и за эффективную бомбежку и штурмовку мотопехоты врага 5.12.41 г. награждён орденом Красного Знамени.
29.12.41 г. награждён орденом Отечественной войны I степени за 128 успешных боевых вылетов на самолёте «Су-2», из них: 38 вылетов — на штурмовку мотомехколонн, 29 — на разведку, остальные — на бомбардировку вражеских переправ, позиций, объектов.
28.05.43 г. товарищ Карабут награждён третьей правительственной наградой — вторым орденом Красного Знамени за умелое командование эскадрильей и за лично совершённые 35 успешных боевых вылетов на самолёте «Ил-2» в трудных условиях борьбы в низовьях Кубани. Обладая высокой техникой пилотирования, будучи глубоко предан партии Ленина-Сталина и своей Родине, товарищ Карабут выполнял и выполняет самые сложные и ответственные боевые задания, проявляя при этом стойкость, мужество, высокое умение и отвагу.
После третьей правительственной награды товарищ Карабут совершил 4 успешных боевых вылета, непрерывно нанося удары по наступающему врагу в низовьях Кубани и Тамани.
10 августа 1943 года товарищ Карабут переведён в 7-й гвардейский ордена Ленина ИАП на должность командира эскадрильи. Как лучший и опытный офицер, с новой боевой энергией взялся за работу товарищ Карабут. За время напряжённой боевой работы с 6 сентября по 7 октября его эскадрилья произвела 1б8 успешных боевых вылетов. Несмотря на трудности, в условиях сильно насыщенного огня, потеряли только один экипаж. За эти вылеты лётчики АЭ уничтожили и повредили: самолётов — 1, танков — 8, автомашин — 61, паровозов — 4, вагонов — 16, подожжено цистерн с горючим — 3, орудий разных — 32, миномётов — 13, потоплено барж — 2, взорвано два склада боеприпасов, истреблено свыше 500 солдат и офицеров. За это время не имелось аварий, поломок или каких-либо других происшествий. Товарищ Карабут заботливо и требовательно воспитывает подчиненных.

За высокие образцы мужества и отваги, за умение бить врага наверняка, воспитание молодых кадров лётчиков на опыте боёв, за успешно совершённые лично товарищем Карабут боевых вылетов на самолёте «Су-2» — 128 и на самолёте «Ил-2» — достоин высшей правительственной награды — присвоения звания «Герой Советского Союза».— Карабут Иван Лаврентьевич//Незабываемые годы. 1941-1945: Воспоминания азовчан о Великой Отечественной войне. Кн. 2. – Азов, 1999. – С. 20-21.
Указом Президиума Верховного Совета СССР «О присвоении звания Героя Советского Союза офицерскому составу военно-воздушных сил Красной Армии» от 4 февраля 1944 года за «образцовое выполнение боевых заданий командования на фронте борьбы с немецкими захватчиками и проявленные при этом отвагу и геройство» удостоен звания Героя Советского Союза с вручением ордена Ленина и медали «Золотая Звезда».
В составе полка участвовал в боях за освобождение Крыма, Белоруссии, Польши. 3 сентября 1944 года ушёл на очередное задание. В 10 километрах восточнее города Остроленка штурман полка гвардии капитан Иван Карабут при выполнении боевого задания по штурмовке артиллерийских позиций противника при отходе от цели был подбит зенитной артиллерией. Произвёл вынужденную посадку на вражеской территории. Из полёта не вернулся.
В книге потерь личного состава авиаполка записано: «…место нахождения самолёта и экипажа установить не удалось…». До настоящего времени числится пропавшим без вести.

## Награды
- Медаль «Золотая Звезда»,
- орден Ленина,
- орден Красного Знамени (дважды),
- орден Отечественной войны 1-й степени.